# Ель-Фарду Бен-Набуан
Ель-Фарду Бен-Набуан (фр. El Fardou Ben Nabouhane, нар. 10 червня 1989, Мамудзу) — коморський футболіст, нападник кіпрського клубу АПОЕЛ і національної збірної Коморських Островів.

## Клубна кар'єра
У дорослому футболі дебютував 2005 року виступами за команду клубу «Сен-П'єрруаз», в якій провів один сезон. 
Згодом з 2006 по 2015 рік грав у складі команд клубів «Гавр», «Ванн» та «Верія».
Своєю грою за останню команду привернув увагу представників тренерського штабу клубу «Олімпіакос», до складу якого приєднався 2015 року. Провів у клубі з Пірея наступний сезон своєї ігрової кар'єри, так й не дебютувавши за його команду у національній першості.
Натомість протягом 2016—2017 років отримував ігрову практику, захищаючи на умовах оренди кольори клубів «Левадіакос» та «Паніоніос».
У 2017 році повернувся до клубу «Олімпіакос», цього разу протягом сезону двічі виходив у його складі в іграх чемпіонату. 
До складу клубу «Црвена Звезда» приєднався 2018 року. Станом на 8 грудня 2018 року відіграв за белградську команду 20 матчів в національному чемпіонаті.

## Виступи за збірну
У 2014 році дебютував в офіційних матчах у складі національної збірної Коморських Островів.

## Досягнення
- Чемпіон Сербії (5):

«Црвена Звезда»: 2017-18, 2018-19, 2019-20, 2020-21, 2021-22
- Володар Кубка Сербії (2):

«Црвена Звезда»: 2020-21, 2021-22